# Liste der Monuments historiques in Verneuil-en-Halatte
Die Liste der Monuments historiques in Verneuil-en-Halatte führt die Monuments historiques in der französischen Gemeinde Verneuil-en-Halatte auf.

## Liste der Bauwerke
| Bezeichnung      | Beschreibung              | Standort | Kennzeichnung | Schutzstatus | Datum | Bild           |
| ---------------- | ------------------------- | -------- | ------------- | ------------ | ----- | -------------- |
| Camp de Tremblay | Ausgrabung                | (Lage)   | PA00114947    | Classé       | 1950  |                |
| Kirche           | Erbaut im 12. Jahrhundert | (Lage)   | PA00114948    | Inscrit      | 1927  | weitere Bilder |

## Liste der Objekte

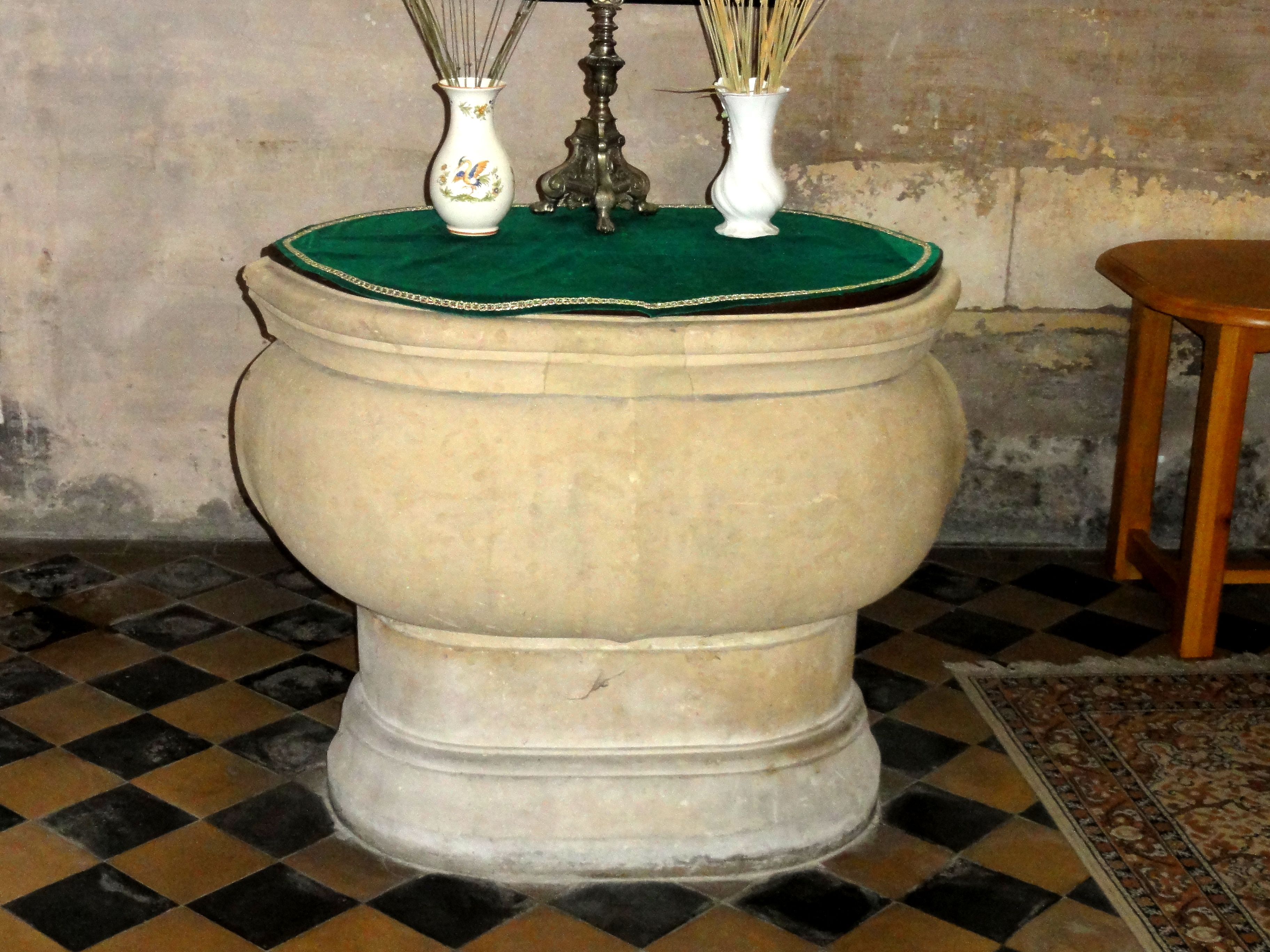
Taufbecken in Verneuil-en-Halatte

- Monuments historiques (Objekte) in Verneuil-en-Halatte in der Base Palissy des französischen Kultusministeriums

Siehe auch: Taufbecken (Verneuil-en-Halatte)